# إبراتايا
إبراتايا هي بلدية في ولاية باهيا في المنطقة الشمالية الشرقية من البرازيل.